# Julia Pons
Julia Pons Genescà née le 27 juillet 1994, est une joueuse de hockey sur gazon espagnole. Elle évolue au poste de milieu de terrain au CD Terrassa et avec l'équipe nationale espagnole.
Elle a participé aux Jeux olympiques d'été de 2020.

## Carrière

### Coupe du monde
- : 2018[2]

### Championnat d'Europe
- : 2019

### Jeux olympiques
- Top 8 : 2020